# Sathaphone Thammavongsa
Sathaphone Thammavongsa (ur. 30 kwietnia 1991) – laotański zapaśnik w stylu klasycznym.
Zajął jedenaste miejsce na mistrzostwach Azji w 2009. Brązowy medalista igrzysk Azji Południowo-Wschodniej w 2009 i 2013 roku.